# Turismul în Mali

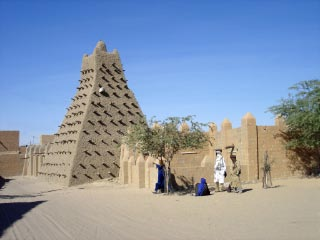
Moscheea Sankore din Timbuktu

Turismul în Mali nu este bine dezvoltat. Din cauza problemelor cu infrastructura, turismul a crescut lent, dar a cunoscut îmbunătățiri înaintea Cupei Națiunilor din 2002. Cu toate acestea, din cauza conflictului din nordul statului Mali și a amenințărilor provocate de terorism, toți operatorii importanți de turism și-au retras serviciile ceea ce a dus la o scădere a turiștilor de la 200.000 în 2011 la 10.000 în anul următor. Pe teritoriul său sunt patru situri ale patrimoniului mondial UNESCO, inclusiv Timbuktu.

## Vedere de ansamblu
Dezvoltarea industriei turistice a fost împiedicată de infrastructura de transport inadecvată a țării și de un deficit de hoteluri pentru vizitatori. Mali a găzduit turneul de fotbal Cupei Națiunilor din 2002. Pentru pregătirea acestui eveniment, guvernul a implementat un program de dezvoltare socială numit „Mali 2002”. Industria turistică a beneficiat din plin de acest program. Cu toate acestea, de atunci, conflictele în curs au determinat diminuarea turismului din cauza riscurilor permanente ale atacurilor împotriva turiștilor străini.
La începutul anilor 2000, aproximativ 90.000 de turiști vizitau Mali în fiecare an. Numărul a crescut la 200.000 până în 2011, dar în urma atacurilor împotriva turiștilor și a retragerii operatorilor de turism, acesta a scăzut la 10.000 în anul următor.

### Avertismente împotriva turismului
Începând cu 2012, Ministerul Britanic de Externe a recomandă realizarea doar a călătoriilor esențiale în mai multe zone ale țării și interzicerea completă a călătoriilor către alte zone. Deși acest lucru nu înseamna că cetățenii britanici nu puteau călători în acele zone, ei trebuiau să facă acest lucru în mod independent și fără asigurare. Nu există zboruri directe către Mali din Regatul Unit și nici operatori turistici britanici principali care să ofere călătorii spre această țară. Aceasta înseamnă că situația din Mali este „încă instabilă și există o amenințare teroristă ridicată, atacurile ar putea fi nediscriminate, inclusiv în locuri frecventate de expatriați și de călători străini” și evidențiază potențialele represalii împotriva turiștilor occidentali în urma intervenției Franței în 2013 în conflictul din nordul Maliului.

## Atracții

### Festivaluri
Mali era remarcată pentru festivalurile sale, în special Festival în Desert, care a avut loc din 2001, dar a fost întrerupt în 2013 din cauza problemelor de securitate.

### Situri din patrimoniul mondial UNESCO
În Mali sunt patru situri incluse în patrimoniului mondial UNESCO, inclusiv binecunoscutul oraș Timbuktu. Acesta se află pe lista de situri în pericol UNESCO din 2012, pe care organizația o descrie drept „o capitală intelectuală și spirituală și un centru pentru propagarea islamului în întreaga Africa din secolele al XV-lea și al XVI-lea, cele trei mari moschei ale sale, Djingareyber, Sankore și Sidi Yahia , reamintind de epoca de aur a orașului Timbuctu. Deși sunt restaurate continuu, aceste monumente sunt astăzi amenințate de deșertificare." Celelalte trei situri sunt Stâncile de la Bandiagara din zona Dogon, Djenné și Monumentul funerar de la Askia.